# Carol Florence
Carol Florence ist eine amerikanische Schauspielerin, die durch verschiedene Nebenrollen in bekannten Hollywood-Filmen bekannt ist. Häufig spielt sie Ärztinnen, Wissenschaftlerinnen oder Krankenschwestern.
Ihre erste bekannte Rolle hatte Carol Florence in dem Film 12 Monkeys im Jahr 1995 mit Bruce Willis und Brad Pitt in den Hauptrollen, in dem sie eine Astrophysikerin spielte. Weitere Rollen hatte sie etwa 2001 in dem Film Ocean’s Eleven und 2005 in In den Schuhen meiner Schwester mit Cameron Diaz.

## Filmografie
- 12 Monkeys (1995)
- Jesus’ Son (1999)
- Ocean’s Eleven (2001)
- Hack – Die Straßen von Philadelphia (2003)
- Jersey Girl (2004)
- Ladder 49 (2004)
- In den Schuhen meiner Schwester (2005)
- Im Feuer (2006)
- Rocket Science (2007)
- The Perfect Witness – Der tödliche Zeuge (2013)